# Велик е нашият войник
«Велик е нашият войник» (в изначальном варианте «Великъ е нашиятъ войникъ») — гимн вооружённых сил Болгарии.

## История
Музыка песни была написана в августе — сентябре 1916 года болгарским композитором Михаилом Шекерджиевым (в это время служившим рядовым солдатом в 23-м Шипкинском пехотном полку 8-й Тунджанской пехотной дивизии, которая вела бои у Охридского озера), первый вариант текста к ней написал подполковник болгарской армии Константин Георгиев и изначально она являлась маршем 23-го пехотного полка. В дальнейшем, текст песни несколько раз менялся.
15 мая 2001 года газета «Българска армия» опубликовала сообщение о том, что «Велик е нашият войник» станет официальным гимном болгарской армии. 31 мая 2001 года министр обороны Болгарии Бойко Николов Ноев утвердил марш в качестве гимна вооружённых сил Болгарии.